# Juan Roget

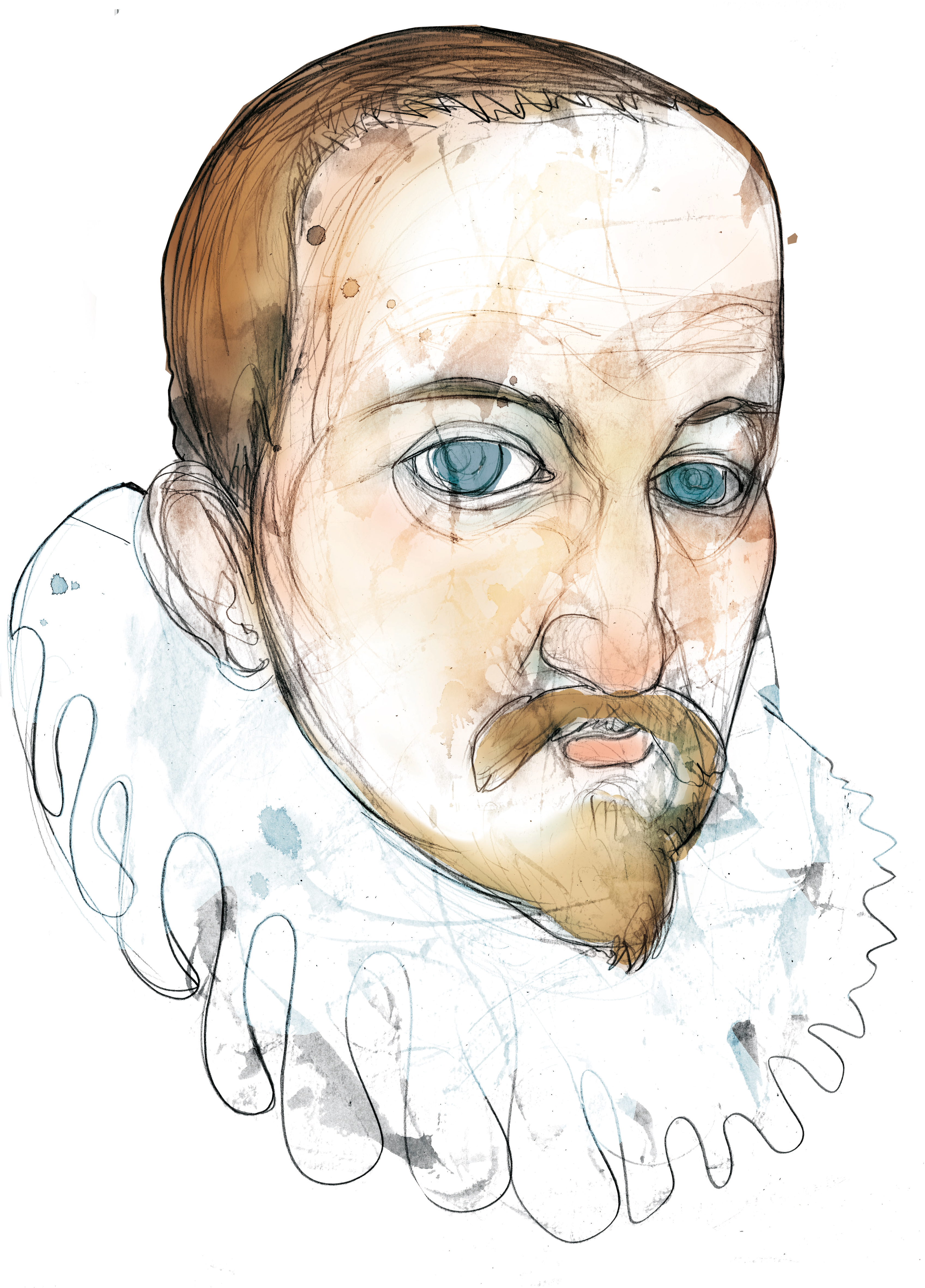
Retrato de Juan Roget por Eulogia Merle

Juan o Joan Roget (c.1550 - ?) fue un fabricante de anteojos de Gerona, España. Estudios recientes apuntan a que podría haber tenido un papel capital en la invención del telescopio.

## Biografía
Joan Roget era hijo de Ramón Roget.  De acuerdo con el optometrista catalán e historiador aficionado Simón de Guilleuma, Joan Roget se habría casado con Joana de Malaville e instalado en la ciudad catalana de Gerona, donde trabajaría como maestro fabricante de anteojos. Su hermano, Pere Roget, también un fabricante de anteojos, se instaló en Barcelona en la plaza del Blat y dos de los hijos de Pere, Magí y Miguel, también se convirtieron en maestros fabricantes de anteojos. El registro de muertes de la catedral de Rodez en Aveyron lista la muerte de Joana Roget el 7 de agosto de 1614. No se tiene constancia del registro de la muerte de Joan Roget, pero el libro de registro de muertes entre 1617 y 1624 falta, siendo probable su muerte entre esas dos fechas.

## Resumen histórico
1618.- Jerónimo Sirturi saca a la luz la obra de los Roget en su obra: Telescopium: sive ars perficiendi novum illud Galilaei visorium instrumentum ad sydera in tres partes divisa (Telescopio, o la técnica y sentido de la nueva visión de Galileo de las estrellas, en tres volúmenes).
1926.- La Enciclopedia Espasa explica, en las entradas Roget y Telescopio, como Jerónimo Sirturi, discípulo de Galileo, cuando tuvo en sus manos un telescopio, pensó que encontraría gran utilidad llevándolo a España. Emprendió su viaje y, apenas había atravesado los Pirineos, se encontró con que un español echó por tierra sus intentos de presentar los instrumentos con los que pensaba sorprender a los sabios españoles. El mismo cuenta este encuentro en su libro en latín, he aquí una traducción parcial:

«..Tomé pues, el camino de España ... y al llegar a Gerona se me acercó un cierto arquitecto curioso pidiéndome que le permitiera ver mi telescopio. Disgustado por la importunidad de aquel hombre, me negué al principio, pero insistió de tal manera, que me hizo pensar si estaría dedicado también a este arte. La sospecha no me engañó porque después de haber observado hasta la saciedad un árbol distante, me manifestó el deseo de reconocer y manejar las lentes, accedí a su pretensión, seguro de que, aunque quisiera imitar el instrumento, su edad avanzada no correspondería a las fuerzas de su ánimo.

Examinados los cristales con mucha atención, me llevó a su casa, enseñándome una vieja armadura de un telescopio; y juzgándome conducido por el favor del genio del arte, hice amistad con él, y así más libremente pude penetrar en aquel secreto. Me enseñó entonces las formas del telescopio delineadas en un libro, y a mi ruego me permitió anotar las proporciones con tres puntos. A partir de ellas no me fue difícil reproducirlas íntegramente, y luego una vez examinadas y aumentadas por diarios experimentos, darles perfección y redactar la tabla que presentó al lector.

Nuestro arquitecto, según supe después, era hermano de Roget de Borgoña, vecino en otro tiempo de Barcelona, hombre de gran industria y el primero que introdujo y estableció este arte en España. Este tuvo tres hijos, de los cuales uno, dedicado a las letras y a la religión, tomó el hábito Dominico, y siendo fraile, trazó telescopios. Nadie los ha trazado más exactos que estos hermanos Roget. Me pareció que ya había aprendido el arte, cuando sólo había aprendido las formas..»

Frederic Maignet, en su libro "Apuntes sobre los cuatro grandes astrónomos", también escribe lo siguiente: 

«..Preciso es decir que este magnífico instrumento, que debería marcar época en la historia de la astronomía, era conocido como objeto de curiosidad en el siglo XVI. Un español llamado Roget los había construido con toda perfección, y el mérito de Galileo sólo consistió en aplicarlo a las observaciones astronómicas».

La misma relación hace Robert Collin en su libro "Resumen de historia".
1958.- Simón de Guilleuma investiga la familia Roget mencionada en el libro de Sirturi y aporta pruebas documentales de que, antes de 1593, en talleres barceloneses se habían construido “anteojos de larga vista”.
1979.- El Dr. José María López Piñero retoma los artículos de la Enciclopedia Espasa, y los amplía al hacer públicos los estudios de Guilleuma sobre los Roget y los ullerers catalanes establecidos a partir del siglo XIV en su libro: Ciencia y técnica en la sociedad española de los siglos XVI y XVII.
2008.- Nick Pelling saca a los medios la importancia primigenia de los telescopios de los Roget en un artículo de octubre de 2008 en la revista History Today.

## Reivindicación de la invención del telescopio
Generalmente, se atribuye la invención del telescopio a Hans Lippershey, un fabricante de lentes neerlandés, que lo habría patentado en octubre de 1608. Sin embargo, en 1959, un trabajo de investigación de José María Simón de Guilleuma (1886-1965) lo negó alegando que había descubierto pruebas que señalaban que el fabricante de anteojos de origen francés Juan Roget, era el inventor del telescopio antes de Lippershey y que los fabricantes de anteojos neerlandeses habían copiado su dispositivo. Guilleuma se basaba en una referencia de un libro publicado en 1618, Telescopium: sive ars perficiendi novum illud Galilaei visorium instrumentum ad sydera in tres partes divisa (Telescopio, o la técnica y sentido de la nueva visión de Galileo de las estrellas, en tres volúmenes) del italiano Hieronymi Sirturi Mediolanensis (conocido como Girolamo Sirtori de Milán) en la que el autor describe una reunión en 1609 en Gerona con un fabricante de anteojos, un «viejo marchito» llamado Roget, que sostenía haber inventado el telescopio. Guilleuma investigó a partir de esa mención el registro de defunciones de la Catedral de Rodez en Aveyron y encontró que había una familia Roget, fabricantes de anteojos, lo que le llevó a la conclusión de que el fabricante de anteojos de la historia de Sirtori era ese mismo Juan Roget.
En 1958, dentro de este contexto, y sólidamente basado en datos de archivo, Simón-Guilleuma aportó las pruebas documentales de que, antes de 1593, en esos talleres barceloneses se habían construido “anteojos de larga vista”. En marzo de dicho año falleció Pedro de Cardona, destacada personalidad de la oligarquía ciudadana, que dejó entre sus bienes una “ullera llarga guarnida de llautó”, cuidadosamente descrita por el escribano, que resalta su parte óptica y su montura alargada de unos veinte centímetros. Dicho instrumento, que seguramente fue una ofrenda del artífice constructor, pasó a ser posesión de su viuda y más tarde de su hijo. Pocos años más tarde, aparecen pruebas de que otros aparatos semejantes estaban en poder de varios acomodados mercaderes de Barcelona. Jaume Galvany tenía una “ullera de llarga vista” que se vendió en publica subasta, tras su muerte (1608), por cinco sueldos. Honorato Graner, fallecido en 1613, poseía asimismo una “ullera de llauna per mirar de lluny”.
Esa reivindicación fue más adelante considerada e investigada por el historiador Nick Pelling en un artículo de octubre de 2008 de la revista History Today, en la que intentaba reconstruir los movimientos de Lippershey y de otros inventores neerlandeses antes de la solicitud de patente, y encontró que era plausible que hubiese habido una conexión con Roget.
Otra evidencia que los historiadores creen que podría ayudar a establecer la prioridad es un testamento del 10 de abril de 1593 datado en Barcelona, donde un hombre legó a su esposa una "ullera llargavista decorada amb llautó" y aunque Pelling en una entrevista a la BBC al traducirlo por "long-eyeglass decoradas with brass", dijo que en inglés también podría describir una lupa, agregó que la única traducción al inglés: "eyeglass / telescope for long sight" del documento de 1608 suena más como un telescopio de Roget. La traducción exacta al castellano no deja lugar a dudas: "anteojo largavista decorado con latón", que solamente tiene una traducción al inglés.

## Árbol genealógico
|  |  |                                    |                                    |                                    |                                    |                                    |                                    |  |  |                                 |                                 |                                 |                                 | Ramón Roget *15xx †16xx         |                                 |                        |                        |                        |                        |                        |                        |                        |                        |                        |                        |                            |                            |                            |                            |                            |                            |                          |                          |                          |                          |  |  |  |  |  |  |  |  |  |  |  |  |  |  |
|  |  |                                    |                                    |                                    |                                    |                                    |                                    |  |  |                                 |                                 |                                 |                                 |                                 |                                 |                        |                        |                        |                        |                        |                        |                        |                        |                        |                        |                            |                            |                            |                            |                            |                            |                          |                          |                          |                          |  |  |  |  |  |  |  |  |  |  |  |  |  |  |
|  |  |                                    |                                    |                                    |                                    |                                    |                                    |  |  |                                 |                                 |                                 |                                 |                                 |                                 |                        |                        |                        |                        |                        |                        |                        |                        |                        |                        |                            |                            |                            |                            |                            |                            |                          |                          |                          |                          |  |  |  |  |  |  |  |  |  |  |  |  |  |  |
|  |  | Joana de Malaville *15xx †7-8-1614 | Joana de Malaville *15xx †7-8-1614 | Joana de Malaville *15xx †7-8-1614 | Joana de Malaville *15xx †7-8-1614 | Joana de Malaville *15xx †7-8-1614 | Joana de Malaville *15xx †7-8-1614 |  |  | Joan Roget *c.1550 †c.1617-1624 | Joan Roget *c.1550 †c.1617-1624 | Joan Roget *c.1550 †c.1617-1624 | Joan Roget *c.1550 †c.1617-1624 | Joan Roget *c.1550 †c.1617-1624 | Joan Roget *c.1550 †c.1617-1624 |                        |                        | Pere Roget *15xx †16xx | Pere Roget *15xx †16xx | Pere Roget *15xx †16xx | Pere Roget *15xx †16xx | Pere Roget *15xx †16xx | Pere Roget *15xx †16xx |                        |                        | Caterina Isern *15xx †16xx | Caterina Isern *15xx †16xx | Caterina Isern *15xx †16xx | Caterina Isern *15xx †16xx | Caterina Isern *15xx †16xx | Caterina Isern *15xx †16xx |                          |                          |                          |                          |  |  |  |  |  |  |  |  |  |  |  |  |  |  |
|  |  | Joana de Malaville *15xx †7-8-1614 | Joana de Malaville *15xx †7-8-1614 | Joana de Malaville *15xx †7-8-1614 | Joana de Malaville *15xx †7-8-1614 | Joana de Malaville *15xx †7-8-1614 | Joana de Malaville *15xx †7-8-1614 |  |  | Joan Roget *c.1550 †c.1617-1624 | Joan Roget *c.1550 †c.1617-1624 | Joan Roget *c.1550 †c.1617-1624 | Joan Roget *c.1550 †c.1617-1624 | Joan Roget *c.1550 †c.1617-1624 | Joan Roget *c.1550 †c.1617-1624 |                        |                        | Pere Roget *15xx †16xx | Pere Roget *15xx †16xx | Pere Roget *15xx †16xx | Pere Roget *15xx †16xx | Pere Roget *15xx †16xx | Pere Roget *15xx †16xx |                        |                        | Caterina Isern *15xx †16xx | Caterina Isern *15xx †16xx | Caterina Isern *15xx †16xx | Caterina Isern *15xx †16xx | Caterina Isern *15xx †16xx | Caterina Isern *15xx †16xx |                          |                          |                          |                          |  |  |  |  |  |  |  |  |  |  |  |  |  |  |
|  |  |                                    |                                    |                                    |                                    |                                    |                                    |  |  |                                 |                                 |                                 |                                 |                                 |                                 |                        |                        |                        |                        |                        |                        |                        |                        |                        |                        |                            |                            |                            |                            |                            |                            |                          |                          |                          |                          |  |  |  |  |  |  |  |  |  |  |  |  |  |  |
|  |  |                                    |                                    |                                    |                                    |                                    |                                    |  |  |                                 |                                 |                                 |                                 |                                 |                                 |                        |                        |                        |                        |                        |                        |                        |                        |                        |                        |                            |                            |                            |                            |                            |                            |                          |                          |                          |                          |  |  |  |  |  |  |  |  |  |  |  |  |  |  |
|  |  |                                    |                                    |                                    |                                    |                                    |                                    |  |  |                                 |                                 |                                 |                                 | Joan Roget *15xx †16xx          | Joan Roget *15xx †16xx          | Joan Roget *15xx †16xx | Joan Roget *15xx †16xx | Joan Roget *15xx †16xx | Joan Roget *15xx †16xx |                        |                        | Magí Roget *15xx †16xx | Magí Roget *15xx †16xx | Magí Roget *15xx †16xx | Magí Roget *15xx †16xx | Magí Roget *15xx †16xx     | Magí Roget *15xx †16xx     |                            |                            | Miquel Roget *15xx †16xx   | Miquel Roget *15xx †16xx   | Miquel Roget *15xx †16xx | Miquel Roget *15xx †16xx | Miquel Roget *15xx †16xx | Miquel Roget *15xx †16xx |  |  |  |  |  |  |  |  |  |  |  |  |  |  |